# 강남중학교 (서울)
강남중학교(江南中學校)는 대한민국 서울특별시 동작구 대방동에 있는 공립 중학교이다.

## 학교 연혁
- 1959년 4월 3일 : 서울공업고등학교 병설로 강남중학교 3학급 인가
- 1959년 4월 3일 : 초대 교장 조구순 취임
- 1962년 2월 3일 : 제1회 졸업 (졸업생 179명)
- 1962년 11월 30일 : 서울공업고등학교로부터 강남중학교로 분리
- 1978년 3월 20일 : 강남중학교 야구부 창단
- 2011년 2월 28일 : 신관동 준공 (도서관, 강당, 시청각실, 실험실)
- 2020년 9월 1일 : 제25대 교장 이명희 취임
- 2023년 2월 7일 : 제62회 졸업식(5학급 109명, 총 32,990명)
- 2023년 3월 2일 : 2023학년도 입학식(4학급 92명)
- 2024년 3월 4일 : 2024학년도 입학식(4학급 85명)

## 참고 자료
- 강남중학교 - 한국교육학술정보원 학교알리미